# إتيان فور
إتيان فور (بالفرنسية: Étienne Faure)‏ (و. 1969  م) هو منتج أفلام، ومخرج أفلام، وكاتب سيناريو فرنسي.

## وصلات خارجية
- إتيان فور على موقع IMDb (الإنجليزية)
- إتيان فور على موقع ألو سيني (الفرنسية)
- إتيان فور على موقع أول موفي (الإنجليزية)
- إتيان فور على موقع قاعدة بيانات الفيلم (الإنجليزية)
- إتيان فور على موقع كينوبويسك (الروسية)